# Pteridaceae
Famille
Synonymes
- Adiantaceae

Classification phylogénétique
Les Pteridaceae (Ptéridacées) sont une famille qui regroupe de nombreuses fougères.

## Étymologie
Le nom vient du genre type pteris (grec πτέρης), fougère, est dérivé du grec πτερων / pteron, plume, en référence à leurs feuilles plumeuses.

## Sous-familles
- Cheilanthoideae
- Cryptogrammoideae
- Parkerioideae
- Pteridoideae
- Vittarioideae

## Genres
Selon ITIS :
- Acrostichum L.
- Adiantopsis Fée
- Adiantum L. : Adiantum windischii
- Anopteris Prantl ex Diels
- Argyrochosma (Sm.) Windham
- Aspidotis (Nutt. ex Hook.) Copeland
- Astrolepis Benham & Windham
- Bommeria Fourn.
- Cheilanthes Sw.
- Coniogramme Fée
- Cryptogramma R. Br.
- Doryopteris J. Sm.
- Eriosorus Fée
- Hemionitis L.
- Notholaena R. Br.
- Pellaea Link
- Pentagramma Yatskievych, Windham & Wollenweber
- Pityrogramma Link
- Pteris L.

## Synonyme
- Adiantaceae Newman